# Assalt a l'ambaixada turca de Lisboa
L'Assalt a l'ambaixada turca de Lisboa fou un atac contra l'ambaixada turca de Lisboa, que succeí el 27 de juliol de 1983, i que va concloure amb la mort de 7 persones, inclosos els 5 assaltants. L'objectiu de l'incident era pressionar al govern turc, que no reconeixia el genocidi armeni.

## Antecedents
Diversos testimonis van explicar que els pistolers van arribar al voltant de les 10.30 h en dos Ford Escort, un de vermell que es va quedar fora, i un de blanc que entrà per l'accés de l'ambaixada. El cotxe va desfermar les sospites del membre de seguretat portuguès perquè ja hi havia estat el dia anterior. En aquesta ocasió els dos ocupants del vehicle foren interpel·lats per l'escorta de l'ambaixador, responent-li que havien vingut per demanar uns visats. Quan els foren sol·licitats els passaports, van marxar precipitadament.
Per aquest motiu, l'ambaixada turca va sol·licitar protecció extraordinària a les autoritats portugueses. Així, es va situar un policia addicional a la carretera de l'exterior de l'ambaixada el dia de l'atac.

## Assalt a l'ambaixada
Els escortes turcs foren alertats pel policia portuguès quan el cotxe blanc va tornar l'endemà. Quan el policia s'hi acostà, un home armat va obrir foc amb un subfusell, ferint al policia; al seu torn, l'escorta va retornar el foc, matant a l'assaltant.
Mentre la policia portuguesa es precipitava cap a l'escena dels fets, quatre assaltants més van intentar entrar a l'edifici de l'ambaixada, aconseguint infiltrar-se a la residència de l'ambaixador, adjacent a l'edifici principal, i retenint als seus únics ocupants: Cahide Mihçioĝlu, de 42 anys, muller d'un diplomàtic de l'ambaixada, i el seu fill Atasay, de 17 anys. Els pistolers van retenir els ostatges en una habitació, on hi van col·locar explosius plàstics. Després van amenaçár de destruir l'edifici si la policia intentava penetrar-hi.
Una força d'uns 170 policies antidisturbis va envoltar l'edifici, acordonant l'àrea i amagant-se darrere cotxes i arbres per evitar el foc esporàdic que sortia del complex de l'ambaixada. El gavinet portuguès, dirigit pel Primer Ministre Mário Soares, va convocar una sessió d'emergència durant el setge, decidint utilitzar per primera vegada el Grupo de Operações Especiais, unitat de la policia de nova creació entrenada per l'Special Air Service del Regne Unit.
Tot i així, abans que les forces especials poguessin iniciar les operacions, els assaltants van detonar la bomba, provocant la destrucció de l'edifici. Quan les forces anti-terroristes de la policia van entrar-hi, no van trobar cap resistència. Allí hi havia 6 cossos cremats, que pertanyien als 4 atacants, la muller del diplomàtic turc i un policia portuguès, identificat com a Manuel Pacheco.
Les autoritats van suggerir que els esdeveniments devien portar als assaltants a témer per una imminent intervenció policial, causant que detonessin prematurament els explosius.
Va resultar que el policia mort, Pacheco, estava familiaritzat amb l'ambaixada. Havent tingut coneixement de l'assalt a través de la ràdio, va dirigir-se a l'escena, escalant la paret i arribant fins a l'habitació on es trobaven els homes armats. Va morir en l'explosió. Més o menys al mateix moment, un dels ostatges, el jove Atasay, va saltar a través de la finestra de la primera planta de la residència, però va ser ferit a la cama per part dels atacants quan fugia. La fugida de l'ostatge, juntament amb la irrupció de Pacheco, podria haver causat que els assaltants detonessin els explosius.
El Ministre d'Interior de Portugal, Eduardo Pereira, va dir que "els terroristes clarament havien planejat ocupar l'ambaixada durant diversos dies, aconseguint retenir molts ostatges per assolir un major impacte davant l'opinió pública." Oficials de la policia van revelar que els dos cotxes estaven plens de menjar i explosius, suggerint que els assaltants estaven preparats per un llarg setge.

## Investigació posterior
L'Exèrcit Revolucionari Armeni va adjudicar-se la responsabilitat de l'atac. Un missatge signat per l'Exèrcit Revolucionari Armeni entregat a l'oficina de Lisboa d'Associated Press deia: "Hem decidit destruir aquest edifici i romandre a sota la runa. No és un suïcidi, ni una expressió de bogeria, sinó més aviat el nostre sacrifici a l'altar de la llibertat." El grup va dir que l'atac s'havia realitza perquè "Turquia i els seus aliats refusen donar a conèixer el Genocidi armeni".
Els assaltants havien entrat al país a través de l'Aeroport de Lisboa com a turistes, portant passaports libanesos. Van reservar habitacions d'hotel mitjançant un telex públic a Beirut, i van llogar tres cotxes a la capital portuguesa. Gràcies als documents descoberts a les habitacions d'hotel, la policia va poder identificar els cinc atacants com a Setrak Ajamian, de 19 anys; Ara Kuhrjulian, de 20 anys; Sarkis Abrahamian, de 21 anys; Simon Yahniyan, de 21 anys; i Vache Daghlian, de 19 anys (coneguts a les fonts armènies com "Els cinc de Lisboa"). Van ser enterrats a Beirut, al Cementiri Nacional Armeni de Bourj Hammoud.

## Commemoració
L'atac a l'ambaixada turca de Lisboa és commemorat per armenis i turcs a tot el món.
Cada any, la comunitat armènia del Líban realitza serveis en memòria i commemorant la mort dels cinc militants. La comunitat armènia de Glendale (Califòrnia) realitza una vigília a l'església local per "commemorar i honorar el sacrifici" dels cinc militants. El diari americà armeni Asbarez, en la seva editorial, es va referir als assaltants com "lluitadors per la llibertat i herois".
L'ambaixada turca de Lisboa realitza una trobada per commemorar la mort de l'esposa del diplomàtic turc i del policia portuguès que van morir en l'atac.